# Anthus pratensis

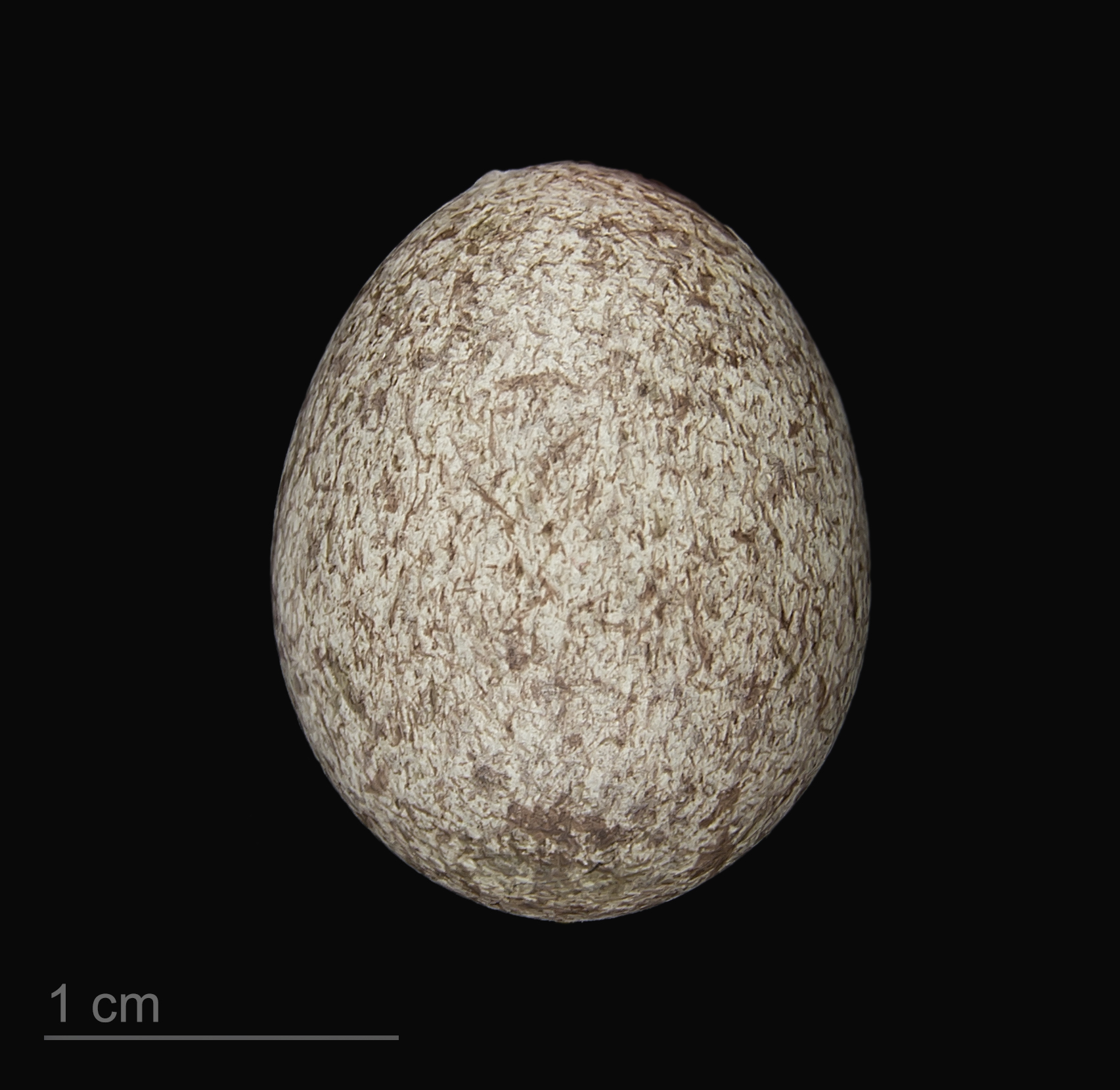
Anthus pratensis

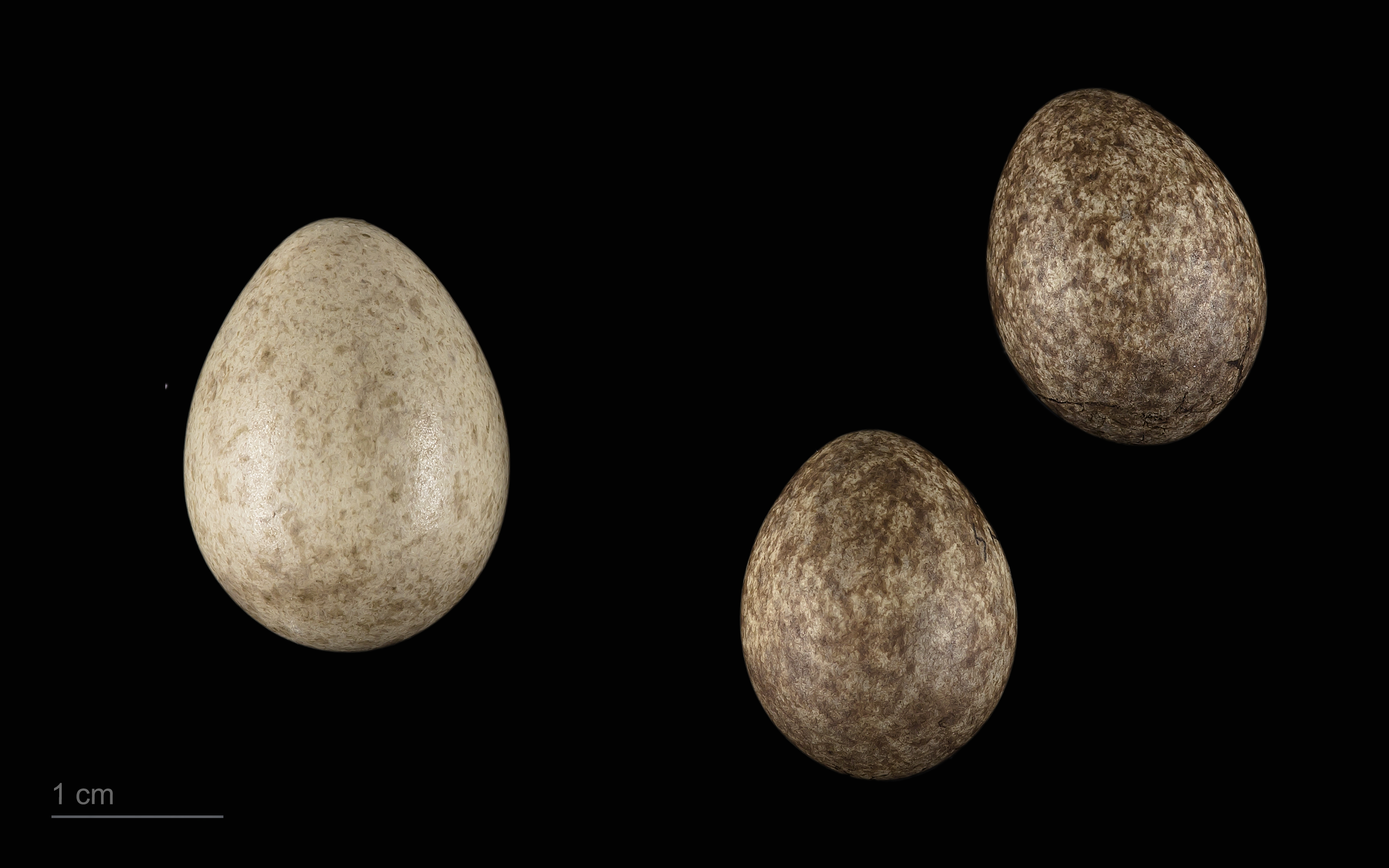
Uovo di Cuculus canorus canorus in un nido di Anthus pratensis Museo di Tolosa

La pispola (Anthus pratensis (Linnaeus, 1758)) è un piccolo uccello passeriforme che nidifica in gran parte dell'Europa e dell'Asia settentrionale.

## Descrizione
Sul terreno si mimetizza molto facilmente. Il piumaggio è marrone nella parte superiore, beige in quella inferiore, con numerose striature nere su gran parte del corpo. Le zampe sono rosa pallido. Il becco è sottile.
Il verso è un debole suono simile ad uno tsi-tsi. È molto simile al prispolone, Anthus trivialis, che è leggermente più grande ed ha meno striature. Il canto della pispola accelera verso la fine, mentre quello del prispolone rallenta.

## Biologia
Costruisce il suo nido per terra e si nutre prevalentemente di insetti e ragni, occasionalmente anche di lumache e semi.
La pispola è una delle specie ospiti del cuculo.

## Distribuzione e habitat
È un uccello migratore che trascorre l'inverno in Europa meridionale, in Nordafrica e nelle regioni meridionali dell'Asia, ma nella stagione calda risiede principalmente in Irlanda, Gran Bretagna e nelle vicine zone costiere dell'Europa occidentale. Abita prevalentemente vaste zone non coltivate, come pascoli e brughiere.
In Italia, insieme al prispolone, è un animale protetto dal 1984.